# راندي كين
راندي كين (بالإنجليزية: Randy Cain)‏ هو مغني أمريكي، ولد في 2 مايو 1945 في فيلادلفيا في الولايات المتحدة، وتوفي في 9 أبريل 2009 في Maple Shade Township, New Jersey ‏ في الولايات المتحدة.

## روابط خارجية
- راندي كين على موقع ميوزك برينز (الإنجليزية)
- راندي كين على موقع أول ميوزيك (الإنجليزية)
- راندي كين على موقع ديسكوغز (الإنجليزية)